# Västerås SK
Der Västerås SK (Västerås Sportklubb) ist ein schwedischer Sportverein in Västerås. Das Gründungsdatum ist der 29. Januar 1904. Die Vereinsfarben sind grün und weiß, der Vereinsname wird in der Presse häufig mit VSK abgekürzt.

## Fußball
Der Västerås SK FK ist die Fußballabteilung vom Västerås SK. Die erste Mannschaft gehörte lange zu den Stammkräften der zweiten schwedischen Liga, die heute Superettan heißt, und spielte in den fünf Saisons 1955/56, 1956/57, 1978, 1997 und 2024 in der ersten schwedischen Liga.

### Geschichte

#### Die ersten 50 Jahre
Der Verein wurde am 29. Januar 1904 auf den Aufruf jugendlicher Arbeiter hin gegründet. Das Wappen entwarf wenig später der damals erst 18-jährige Karl Emil „Keo“ Ohlsson, der sich als technischer Zeichner bei den ASEA-Werken (heute ABB) in der Arbeiterstadt Västerås verdingte. Zuvor benutzte der Verein einen fünfzackigen Stern als Logo. Das weiße „Doppel-T“ im Vereinswappen ist die vereinfachte Übernahme des Ave-Maria-Monogramms (aus den Buchstaben A und M zusammengesetzt) aus dem Stadtwappen von Västerås.
Die erste ernstzunehmende Fußballmannschaft des VSK bestand vor allem aus Bandyspielern, die im Sommer auf Fußball umstiegen. 1928 konnte schließlich erstmals nach zahlreichen Anläufen der große Stadtrivale Västerås IK besiegt werden, der 1924 zu den Gründungsmitgliedern der ersten schwedischen Liga, der Allsvenskan, gehörte.
1954 gelang dem VSK dann selbst der Aufstieg in die Allsvenskan, während der Västerås IK nur noch unterklassig spielte und sich in den 1960er Jahren letztmals aus der zweiten Liga verabschiedete. Heute arbeitet der VIK in der Jugendarbeit mit dem VSK zusammen.  Mit dem VSK, dem VIK und dem IFK Västerås stritten sich in Västerås über Jahrzehnte drei stets mäßig erfolgreiche Fußballteams auf Augenhöhe um die Gunst der Fans, Sponsoren und Talente.
Ähnlich wie in Uppsala waren die Bandyteams, vor allem das des VSK, in Västerås stets bedeutender. Das erklärt teilweise, weshalb diese beiden Städte, die den Einwohnerzahlen nach Rang vier und fünf in Schweden belegen, keine adäquat erfolgreichen Fußballvereine vorzuweisen haben.
Das erste Tor für den VSK in der Allsvenskan schoss 1955 beim 2:2 gegen Norrby IF Borås Ove Dansson. Nach zwei Saisons war der VSK 1957 wieder zweitklassig, wurde kurz darauf in die dritte Liga durchgereicht.

#### 1975 bis 2000: Etablierung als Profimannschaft
1975 übernahm Lennart „Liston“ Söderberg das Traineramt in Västerås und führte den Klub aus den Tiefen der dritten Liga bereits 1977 wieder in die Allsvenskan, wo jedoch der direkte Wiederabstieg folgte. Erster Nationalspieler aus den Reihen des VSK war 1979 Stig Frederiksson, der bei der 0:2-Niederlage Schwedens gegen die UdSSR in Tiflis debütierte. Söderberg leitete die bisher längste Phase des VSK im Profigeschäft ein, bis 2005 verbrachte der Verein lediglich zwei Spielzeiten unterhalb der zweiten Liga. 1980 verließ Söderberg den VSK, kehrte jedoch 1985 für ein einjähriges Zwischenspiel zurück.
1995 übernahm Söderberg erneut die Geschicke beim VSK. Mit seinem autoritären Führungsstil gelang es ihm, die Mannschaft zur Saison 1997 ein zweites Mal in die Allsvenskan zu führen. Doch bereits nach wenigen Spieltagen wurde der Coach wieder entlassen. Unter Bo Petersson gelang noch die Qualifikation für die Relegation, doch konnten sich die Grün-Weißen nicht gegen den BK Häcken durchsetzen.

#### 2000 bis 2015: Abstieg in die Drittklassigkeit
2004 übernahm Söderberg ein weiteres und letztes Mal den Trainerposten beim VSK, führte das Team auf den achten Platz der Superettan – und beendete seine Karriere. 2005 stieg Västerås dann unter dem Spielertrainer Peter Markstedt in die Drittklassigkeit ab.
Nach fünf Spielzeiten gelang 2010 unter Trainer Kalle Granath der Wiederaufstieg in die Superettan zur Saison 2011 – und damit ins Profigeschäft. Co-Trainer Granaths und später Acars und somit Spielertrainer wurde 2010 Stefan Bärlin. Der technisch versierte offensive Mittelfeldspieler war spätestens seit der Saison 2004, in der er mit 23 Toren Torschützenkönig der Superettan wurde, Liebling der Fans in Västerås. Er kehrte 2008 nach drei Jahren in Norwegen zurück zu seinem Stammklub VSK. Neben dem ebenfalls torgefährlich im offensiven Mittelfeld agierenden Nachwuchsspieler Filip Tronêt gehörte er zu den landesweit bekannten Profispielern des VSK.
Nach dem Umzug in die neue Arena, dem Wiederaufstieg in die Superettan und der Vertragsverlängerung mit dem ambitionierten und von der Konkurrenz umworbenen Trainer Granath machte sich im Umfeld des Vereins vor der Saison 2011 die Hoffnung breit, dass die Fußballabteilung nun wieder an seine lange konstante Geschichte im Profigeschäft anknüpfen könnte. Doch nach einem enttäuschenden Saisonstart, in dem das Team  ohne den Langzeitverletzten Tronêt kaum Torgefährlichkeit ausstrahlte, wurde Trainer Granath am 23. Juni 2011 entlassen. Das Team hatte aus 13 Spielen nur neun Punkte mitgenommen und die letzten vier Spiele vor der Entlassung allesamt verloren.
Granaths Nachfolger wurde Erik Acar, der bis dahin die Damenmannschaft von Gideonsbergs IF trainiert hatte. Stefan Bärlin wurde als Assistenztrainer weiterbeschäftigt, ihm zur Seite gestellt wurde der ehemalige VSK-Spieler und -Trainer Peter Markstedt. Das Team konnte den direkten Wiederabstieg trotz immer besserer Ergebnisse nicht verhindern. Als Gründe hierfür wurden der Abgang zentraler Spieler während der Saison und die eklatanten Heimschwäche benannt (der VSK holte vor eigenem Publikum nur 14 Zähler, genau so viele wie auswärts). Nach der Saison verließ Stefan Bärlin, der zunächst ins Management gewechselt war, den Verein.

#### Seit 2015: Wiederaufstieg in die Superettan
Nach mehreren Spielzeiten im unteren Mittelfeld der dritten Liga, zuletzt erneut unter Leitung Peter Markstedts, verpflichtete der Verein im Februar 2016 den ehemaligen schwedischen Nationalspieler Johan Mjällby als Manager. Er hatte im vorangegangenen Herbst seinen Vertrag als Co-Trainer bei den Bolton Wanderers aus familiären Gründen aufgelöst. Trainiert wurde das Team bis 2017 vom Duo Leif Berg und Thomas Gabrielsson. Dann wurde Tor-Arne Fredheim als neuer Trainer verpflichtet. Er führte die Mannschaft zwar zum Aufstieg in die Superettan – musste aber nach massiver Kritik aus Reihen der Spieler an seinem „unhaltbaren“ Führungsstil den Verein wieder verlassen. Bereits im Dezember 2017 hatte Mjällby den Verein verlassen, um Trainer bei Gefle IF zu werden.
Nach sieben Jahren Drittklassigkeit übernahm das Trainer-Duo Thomas Gabrielsson und Joacim Gunnarsson ab Sommer 2018 die Verantwortung für die Zweitliga-Mannschaft. Im August 2021 übernahm Kalle Karlsson – seit Januar 2021 bereits Assistenztrainer – als Cheftrainer. Am Ende der Zweitliga-Spielzeit 2023 führte er den Klub als Zweitligameister zurück in die Allsvenskan, dem 2024 der direkte Wiederabstieg folgte.

### Stadion
Seit dem 27. April 2008 ist der Neubau Hitachi Energy Arena, vormals als Swedbank Park bekannt, Austragungsort der Heimspiele der Grün-Weißen. Das reine Fußballstadion liegt im zwei Kilometer nördlich der Innenstadt von Västerås gelegenen Sport- und Freizeitkomplex Rocklunda IP, der größten zusammenhängenden Sportanlage Schwedens. Es wird von der Stadt Västerås betrieben. Gespielt wird im Stadion auf beheizbarem Kunstrasen (Spielfeldgröße 105 × 68 Meter), der wie die gesamte Arena den Richtlinien von FIFA und UEFA entspricht. Neben dem Västerås SK FK spielen auch der Drittligist Syrianska IF Kerburan Västerås, die Damenmannschaft von BK30 und der IFK Västerås in dem Stadion.
Der bisherige Publikumsrekord liegt bei 6.441 Besuchern, die das Stadtderby zwischen Syrianska IF Kerburan und dem VSK am 5. September 2010 in der dritthöchsten schwedischen Spielklasse sehen wollten. Die maximale Kapazität des Stadions liegt bei 7.000 Zuschauern, davon sind 4.126 Sitzplätze. Bei Konzerten finden 15.000 Besucher Platz.
Bis 2008 trug der Verein seine Heimspiele im Arosvallen, einem Leichtathletikstadion direkt am Hochschulgelände aus. Das Stadion fasst 10.000 Zuschauer und verfügt über eine kleine Tribüne mit Sitzplätzen. Das ursprüngliche Baujahr ist 1932. Es wurde im Laufe der Jahre modernisiert. 14.208 Zuschauer bilden seit 1956 den Zuschauerrekord im Spiel gegen Sandvikens IF.

### Aktueller Kader 2025
- Stand: 14. Februar 2025[6]

| Nr. |           | Position | Name                           |
| --- | --------- | -------- | ------------------------------ |
| 1   | Schweden  | TW       | Anton Fagerström               |
| 2   | Schweden  | AB       | Herman Magnusson               |
| 4   | Schweden  | AB       | Umit Aras                      |
| 5   | Schweden  | MF       | Karl Gunnarsson                |
| 6   | Schweden  | ST       | Simon Johansson                |
| 7   | Brasilien | AB       | Pedro Ribeiro                  |
| 11  | Schweden  | ST       | Simon Gefvert                  |
| 18  | Burundi   | AB       | Frédéric Nsabiyumva            |
| 19  | Schweden  | MF       | Jens Magnusson                 |
| 20  | Nigeria   | ST       | Henry Offia                    |
| 21  | Schweden  | AB       | Victor Wernersson              |
| 23  | Schweden  | AB       | Adam Padovan                   |
| 29  | Schweden  | AB       | Alexander Thongla-Iad Warneryd |

| Nr. |                | Position | Name                     |
| --- | -------------- | -------- | ------------------------ |
| 31  | Schweden       | AB       | Max Larsson              |
| 34  | Schweden       | TW       | Elis Wahl                |
| 44  | Schweden       | AB       | Tim Hartzell             |
|     | Brasilien      | TW       | André Bernardini         |
|     | Schweden       | ST       | Julius Johansson         |
|     | Brasilien      | AB       | Bernardo Vilar           |
|     | Schweden       | MF       | Hugo Engström            |
|     | Danemark       | ST       | Mikkel Ladefoged         |
|     | Schweden       | ST       | Jabir Abdihakim Ali      |
|     | Senegal        | ST       | Mamadou Ousmane Diagne   |
|     | Elfenbeinküste | MF       | Taonsa Axel              |
|     | Norwegen       | AB       | Liiban Adbirahman Abadid |

### Trainer
- Lennart „Liston“ Söderberg (1975–1981, 1984, 1994, 1996 und 2004)
- Richard Money (2004–2005)

### Bekannte ehemalige Spieler
- Stefan Bärlin (1994–1997, 2003–2004 und 2008–2011)
- Olli Isoaho (1985–1987 und 1989–1990), finnischer Nationaltorhüter
- Pontus Kåmark (1985–1988), schwedischer Nationalspieler, später u. a. Leicester City
- Victor Lindelöf (2007–2009), schwedischer Nationalspieler, später u. a. Manchester United
- Daniel Majstorović (1998–2000), schwedischer Nationalspieler, später u. a. Celtic Glasgow
- Jonny Rödlund (1987 und 1994), schwedischer Nationalspieler, später u. a. Energie Cottbus
- Fredrik Stenman (2000–2001), schwedischer Nationalspieler, später u. a. Bayer 04 Leverkusen

## Bandy
Der Västerås Sportklubb Bandyklubb ist der Bandyverein von Västerås SK. Er trägt seine Heimspiele im Rocklunda IP (Rocklunda Bandystadion) aus.

### Erfolge
Die Herrenmannschaft von Västerås SK Bandy spielte in ihrer Geschichte 38 Finalspiele um die schwedische Meisterschaft und wurde insgesamt 20 Mal schwedischer Meister.
- Schwedischer Meister: 1923–24, 1926, 1942–43, 1948, 1950, 1960, 1973, 1989–90, 1993–94, 1996, 1998–99, 2001, 2009, 2015, 2016
- Sieger World-Cup: 1987, 1989, 1994, 1997, 2000, 2014, 2016
- Europapokal: 1990, 1993, 1994, 1996, 1998

## Eishockey
Die Eishockeyabteilung des Västerås Sportklubb wurde 1924 gegründet und war die erste Eishockeyabteilung außerhalb der Großstädte. Die Abteilung nahm in den 1920er und 1940er Jahren regelmäßig an der schwedischen Meisterschaft teil. Dabei gewann die Mannschaft zweimal die Vizemeisterschaft, 1925 im Finale gegen den Södertälje SK (2:3-Niederlage) und 1926 gegen Djurgårdens IF (1:7-Niederlage).
1975 machte sich die Eishockeyabteilung als Västerås HC selbständig.